# بول كيلي
بول كيلي (بالإنجليزية: Paul Kelly)‏ (و. 1899 – 1956 م) هو ممثل، وممثل مسرحي، وممثل تلفزيوني، من الولايات المتحدة الأمريكية، ولد في بروكلين، توفي في بيفرلي هيلز كاليفورنيا، عن عمر يناهز 57 عاماً بسبب نوبة قلبية.

## جوائز
حصل على جوائز منها:
- جائزة توني لأفضل ممثل في مسرحية  [لغات أخرى]‏ (1948).

## وصلات خارجية
- بول كيلي على موقع IMDb (الإنجليزية)
- بول كيلي على موقع ألو سيني (الفرنسية)
- بول كيلي على موقع تيرنر كلاسيك موفيز (الإنجليزية)
- بول كيلي على موقع أول موفي (الإنجليزية)
- بول كيلي على موقع قاعدة بيانات برودواي على الإنترنت (الإنجليزية)
- بول كيلي على موقع قاعدة بيانات الأفلام السويدية (السويدية)
- بول كيلي على موقع إن إن دي بي (الإنجليزية)
- بول كيلي على موقع قاعدة بيانات الفيلم (الإنجليزية)
- بول كيلي على موقع كينوبويسك (الروسية)